# 64975 Gianrix
64975 Gianrix è un asteroide della fascia principale. Scoperto nel 2002, presenta un'orbita caratterizzata da un semiasse maggiore pari a 2,9550599 au e da un'eccentricità di 0,2574392, inclinata di 1,63106° rispetto all'eclittica.
L'asteroide è dedicato all'astronomo italiano Gianrico Filacchione, detto Gianrix.